# Gymnase (Grèce antique)
Pour les articles homonymes, voir gymnase.

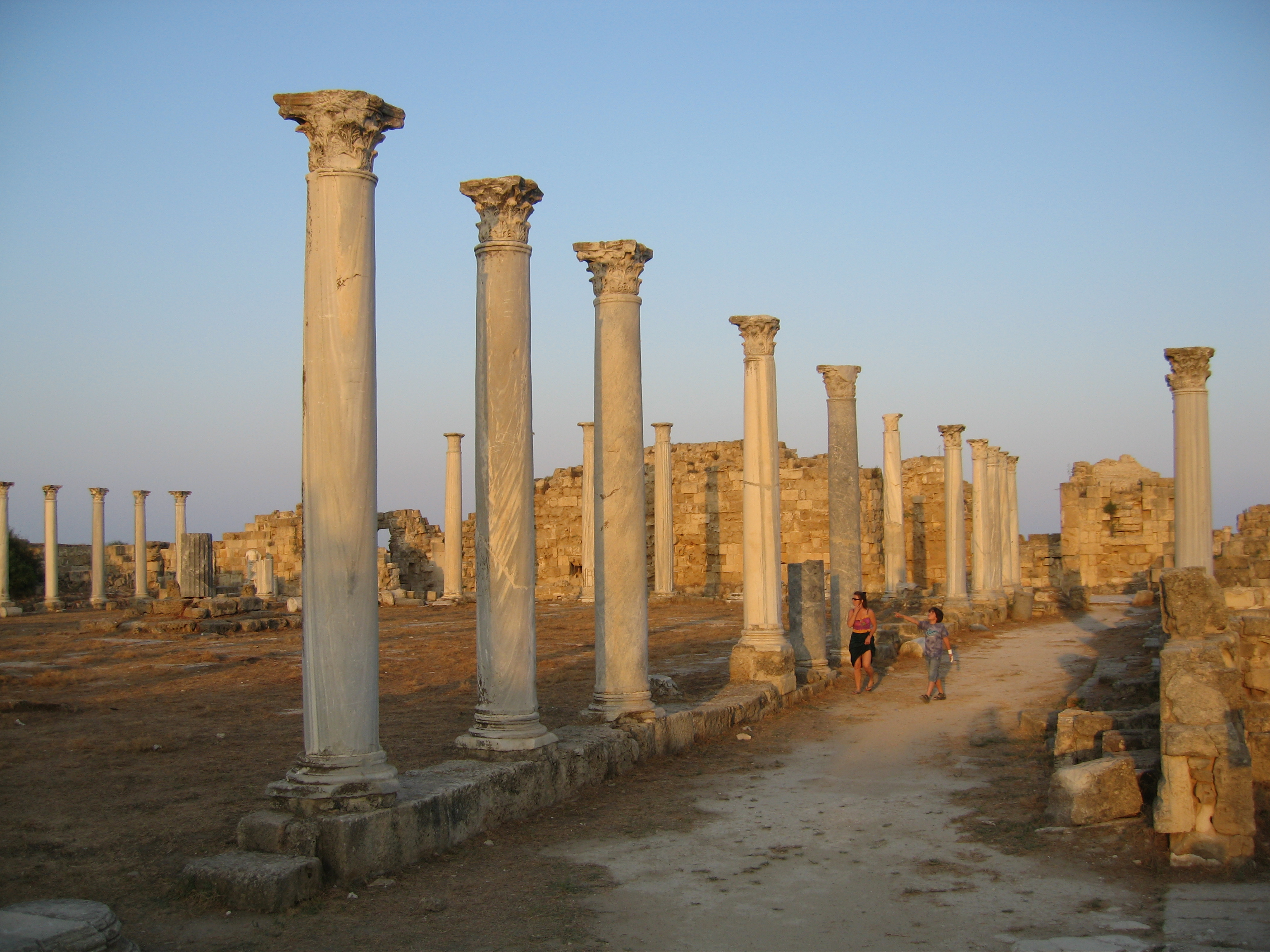
Le gymnasium, Salamine de Chypre.

En Grèce antique, le mot gymnase, en grec ancien γυμνάσιον, désigne l'ensemble des équipements sportifs dont dispose chaque cité pour les exercices du corps. C’est un lieu public, placé sous la surveillance d’un gymnasiarque : à Athènes, il s’agissait d’un citoyen élu par sa tribu pour un temps déterminé, et chargé de subvenir aux frais d’entretien des gymnases, de payer les maîtres d’exercices et d’assurer le service des jeux gymniques comme les courses aux flambeaux, les lampadédromies, pour les fêtes et cérémonies. Le mot « gymnase » vient du grec γυμνός / gumnos, « nu ». En effet, les athlètes s'entraînaient totalement nus depuis le VIIIe siècle av. J.-C. Cet usage a été présenté par Thucydide comme une innovation spartiate, au même titre que l'usage de l'embrocation.
Initialement destiné à l'entraînement physique, le gymnase est une institution civique qui joue un rôle essentiel dans la formation de la jeunesse. Cet édifice public et urbain est attesté dans les cités de Grèce dès le VIe siècle.

## Gymnase et palestre

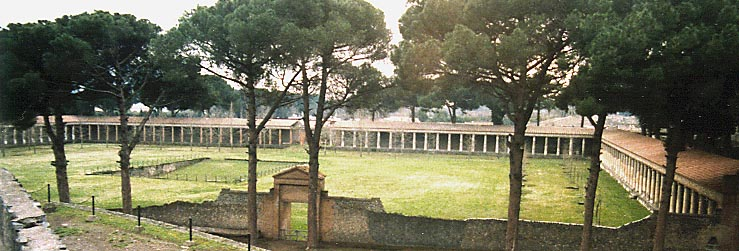
La palestre de Pompéi.

La pratique de l'athlétisme figure au cœur de cette formation physique dans le cadre de la palestre et du gymnase, deux établissements distinctifs.
Le grec distingue parfois le gymnase de la palestre (παλαίστρα / palaistra, dérivé du grec πάλη, « lutte d’athlète »). La palestre est essentiellement un terrain de sport à ciel ouvert, de forme carrée, entouré de portiques et orné de statues d’Hermès, le dieu protecteur des jeunes gens ; sur un ou deux côtés se trouvaient des pièces couvertes à usage de vestiaires et de salles de repos munies de bancs. Le plus souvent, le gymnase était destiné aux éphèbes et aux adultes, tandis que la palestre était réservée à l'éducation des garçons de moins de seize ans. En outre, le gymnase est un bâtiment public, tandis que la palestre était une école privée. Vitruve donne une description détaillée du plan habituel des gymnases. Cette source est complétée par des textes épigraphiques et des fouilles archéologiques, comme celle du gymnase inférieur de Priène, d'époque hellénistique (v. 130 av. J.-C.) Enfin, le mot gymnase désigne souvent l'ensemble des installations sportives, palestre, équipements attenants (lavabos, magasin d'huile, magasin de sables, salle de massage, etc.) et stade (piste de course à pied). Ainsi, le gymnase comprend en ses lieux, une palestre, deux pistes de course le stade et le xyste qui correspond à la galerie couverte d'un gymnase. Ces installations sportives occupent une place très importante dans la vie de la cité dès le VIIe siècle av. J.-C. La cité d'Athènes possédait trois grands gymnases : le Lycée (Λύκειον / Lykeion), qui donna son nom à l'école philosophique fondée par Aristote ; le Cynosarge (Κυνόσαργες / Kunosarges), qui donna son nom à l'école cynique et l'Académie (Ἀκαδημία / Akadêmia).

## Gymnastique et sports

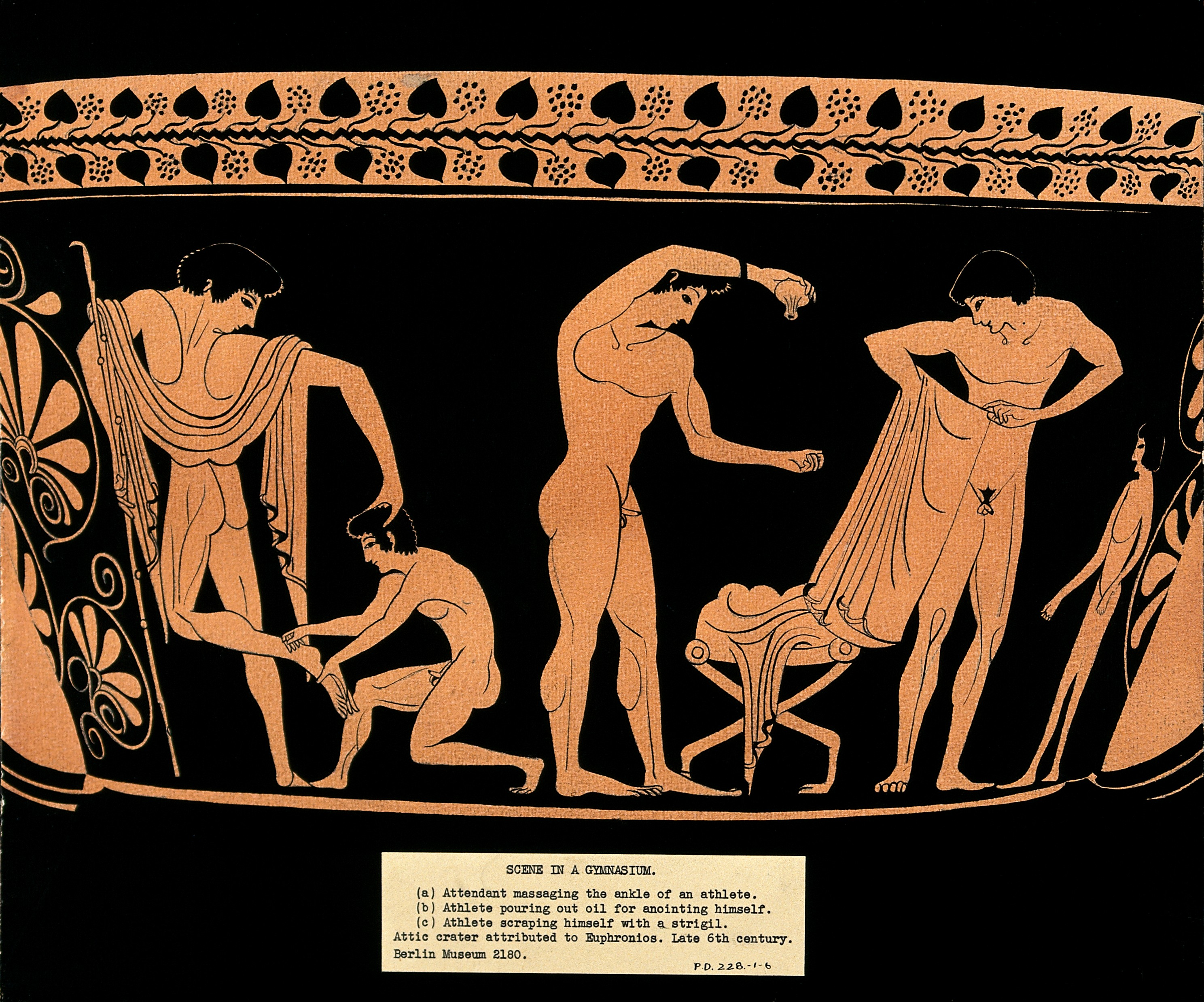
Athlètes au gymnase. Cratère attique du peintre Euphronios, fin du Musée de Berlin.

Avant les exercices, les athlètes se lavaient à une fontaine puis se frictionnaient d'huile d'olive, ce qui leur permettait, par échauffement et assouplissement, d'éviter les accidents musculaires, mais également de se protéger en partie contre le froid, le soleil et les coups portés : à cet effet, ils répandaient aussi sur leurs membres du sable ou de la poussière, dont ils se débarrassaient après la séance à l’aide d’un racloir en bronze appelé strigile, avant de se laver de nouveau. Les exercices d’assouplissement étaient rythmés au son d’un aulos par un musicien attaché à chaque palestre : il s’agissait d’une gymnastique, mais aussi de jeux de balle et de cerceau, comme l'attestent les bas-reliefs archaïques et les peintures de vase. La lutte, qui a donné son nom à la palestre, était le sport par excellence : les enfants s’affrontaient en essayant de saisir l’adversaire par les poignets, par le cou ou à mi-corps, pour le faire tomber, l’enjeu étant de rester soi-même debout. Le pédotribe (παιδοτρίβης) dirigeait ces exercices en enseignant les prises et les parades. On pratiquait aussi la course dans le stade, le lancer du disque, le saut en longueur avec élan, la boxe et le pancrace.
L'entraînement physique des jeunes athlètes imposait une hygiène de vie et un certain rapport au corps. Il s'agissait d'adopter des règles de conduite propres à la discipline (eutaxia) dispensée par le pédotribe et de prouver son endurance (philoponia). La pratique de l'athlétisme se fondait sur l'esprit d'émulation et la participation aux concours gymniques. A ces différentes épreuves auxquelles s'adonnaient les jeunes athlètes, s'ajoute le prix de prestance d'euexia,lors des Hermaia, correspondant aux fêtes en l'honneur d'Hermès, le dieu du gymnase, en guise de récompense face à l'harmonie, l'équilibre et la rigueur physique dont faisait preuve l'athlète. L'accès au gymnase est réservé aux garçons qui fréquentent ce lieu dès l'âge de douze ans et jusqu'à trente ans. Ce domaine est destiné à préparer de jeunes athlètes afin de défendre leur cité et participer aux concours d'athlétisme dans le cadre de la vie civique. Entraînés au service militaire par des exercices sportifs comme le lancer de javelot et le tir à l'arc, les éphèbes étaient alors âgés de dix-huit à vingt ans dans les cités grecques. Néanmoins dans certaines cités, les gymnases étaient répertoriés en classe d'âge. Par exemple, les trois gymnases de Pergame étaient affectés aux enfants, aux éphèbes et aux jeunes garçons.

## Les gymnases hors de Grèce
L’influence du mode de vie grec a été très forte dès le début de l’époque hellénistique, période où le gymnase constituait la principale caractéristique de la civilisation grecque. En 175 av. J.-C., certains Juifs pieux dénonçaient l'influence philhellène du séleucide Antiochos IV Épiphane. Le livre des Macchabées (1:13–14) affirme ainsi : « Celui-ci leur permit d'adopter les usages des païens. Ils construisirent un gymnase à Jérusalem, selon la coutume païenne. » On retrouve des gymnases de Marseille à la Tauride (actuelle Crimée), en passant par les villages du Fayoum.
1. La loi gymnasiarchique de la cité macédonienne de Béroia

« Loi gymnasiarchique. Que la cité élise un gymnasiarque en même temps que les autres magistrats, âgé d’au moins trente ans et de pas plus de soixante, et que le gymnasiarque élu exerce ses fonctions après avoir prêté le serment suivant :
« je jure par Zeus, Gê, Hélios, Apollon, Héraklès, Hermès que j’exercerai les fonctions de gymnasiarque selon la loi gymnasiarchique et pour tout ce qui n’est pas prévu par la loi, selon mon jugement, en me conformant autant que je le pourrai aux règles de la morale et de la justice, sans favoriser mon ami ni nuire à mon ennemi contrairement à la justice et je ne détournerai moi-même ni ne permettrait sciemment à un autre de détourner les revenus des jeunes gens, d’aucune manière et sous aucun prétexte ; si je tiens mon serment, qu’il m’échoit grand bien ; si je suis parjure, le contraire ».
À l'époque hellenistique, la plupart des cités grecques ont mis en œuvre leur propre loi gymnasiarchique. Ainsi la loi gymnasiarchique de Béroia est une application locale du diagramma d’Amphipolis sur la cité de Béroia. Découverte en 1949, par les frères Karatoumani, sur une stèle utilisée comme couvercle d'une tombe, cette loi est date IIe siècle av. J.-C., avant 168. Cette loi met en relief les droits des magistrats qui avaient en charge le gymnase. Le gymnasiarque, âgé de moins de trente ans, se présentait comme le responsable du gymnase et de la formation des jeunes athlètes. Le gymnase de Béroia était essentiellement consacré à la préparation physique. A la basse époque hellénistique, le gymnasiarque pouvait se voir accorder des honneurs exceptionnels, au vu de la charge financière qui s'imposait. A cet effet, le citoyen de Pergame, Diodoros Pasparos a pu bénéficier de plusieurs décrets honorifiques à partir de 85.